# EurovisionAgain
#EurovisionAgain è stato un progetto che si è svolto dal 21 marzo 2020 al 20 novembre 2021 con l'obiettivo di ritrasmettere tutte le vecchie finali dell'Eurovision Song Contest, in quanto la gran parte di quelle precedenti il 2004 non è disponibile online o lo è unicamente in registrazioni di bassa qualità. Concepito dal giornalista Rob Holley, ha visto nel tempo la crescente collaborazione di fan del Contest, e in seguito quella dell'Unione europea di radiodiffusione (UER) e di varie emittenti che ne fanno parte.

## Cronologia
All'indomani dell'annullamento dell'Eurovision Song Contest 2020 a causa della pandemia di COVID-19, al giornalista Rob Holley viene l'idea di riproporre in sostituzione un'edizione passata del concorso ogni settimana su YouTube. L'hashtag #EurovisionAgain diventa presto popolare, e così la stessa UER decide di unirsi all'iniziativa. Ogni sabato (dal 18 luglio 2020 solo il terzo di ciascun mese), alle ore 21:00 CEST, il canale YouTube dell'Eurovision ritrasmette una finale di una vecchia edizione del concorso, che viene svelata appena 15 minuti prima dell'inizio della trasmissione. Per ragioni di copyright, quelle precedenti il 2004 sono disponibili solo per una settimana prima di essere rimosse dal canale. L'iniziativa è accolta positivamente dai fan dell'evento e da alcuni ex-partecipanti, e su Twitter #EurovisionAgain diventa periodicamente trending topic. In seno al progetto Holley ha raccolto oltre £24 700 da donare in beneficenza. La stagione del 2020 si conclude con un'edizione speciale, che coinvolge le 26 canzoni più popolari (ciascuna di un diverso paese, votate attraverso i canali ufficiali dell'Eurovision) fra quelle non qualificatesi per le rispettive finali; esse sono ritrasmesse e messe ai voti, che vengono vinti dalla canzone islandese del 2016, Hear Them Calling di Greta Salóme.
Il 19 giugno 2021, il primo concorso della seconda stagione è quello del 1969, tenutosi a Madrid, il più vecchio ritrasmesso sino a quel punto. A differenza che nell'edizione 2020, i Contest sono disponibili per un mese anziché una settimana. Anche quest'edizione include uno speciale, una registrazione in HD recentemente ritrovata nel girato di prova del 2006.
Nell'agosto 2021, l'UER ha confermato di avere intenzione di usufruire dell'iniziativa per trasmettere "quante più finali sarà possibile reperire nei prossimi anni". Nonostante ciò, non ci sono stati ulteriori aggiornamenti sul ritorno dell'iniziativa dopo il 2021 e, nell'agosto 2022, l'account Twitter di EurovisionAgain ha cambiato la sua linea biografica in "#EurovisionAgain - ran sync viewings of classic Eurovision Song Contests during the 2020/21 lockdowns", facendo intendere che il progetto era stato concluso.

### Disponibilità
Il progetto è stata bene accolta dai fan, poiché ha reso possibile accedere a vecchie finali dell'Eurovision, nonché a versioni in qualità superiore rispetto a quelle già reperibili. Per via di specifici accordi di copyright, l'UER detiene solo i diritti dei concorsi mandati in onda a partire dal 2004, mentre quelli delle edizioni precedenti appartengono alle singole emittenti ospitanti. La grandissima parte delle finali esistenti, in particolare quelle tenutesi nella prima metà della storia dell'evento, erano precedentemente disponibili solo in formato videocassetta, e alcune di quelle degli anni Cinquanta e Sessanta sono andate quasi del tutto perse.

## Format
Ciascuna finale è trasmessa in anteprima sul canale YouTube ufficiale dell'Eurovision Song Contest, e gli spettatori sono chiamati a votare i(l) propri(o) preferito/i nel corso dell'intervallo. Al termine dello streaming, la finale resta a disposizione per la durata di un mese (una settimana nel 2020), ad eccezione che per le edizioni dal 2004 in poi (per le quali l'UER è detentrice esclusiva dei diritti), che sono disponibili permanentemente. I risultati del voto online vengono annunciati su Twitter. Quale sia l'edizione scelta di volta in volta è rivelato 15 minuti prima dello streaming, ma nelle ore precedenti il profilo EurovisionAgain twitta alcuni indizi per chi volesse indovinare l'anno. Per gran parte delle serate un ex-partecipante, presentatore o produttore dell'edizione scelta appare in un video introduttivo pre-registrato e caricato al momento dello svelamento. Nella stagione 2021 dell'iniziativa, i video riproposti hanno incluso anche riedizioni animate dei tabelloni di punteggio originali.

## Edizioni ritrasmesse
Le seguenti 26 edizioni e 2 speciali sono stati riproposti nell'ambito di #EurovisionAgain:
| Stagione           | Data              | Anno originale      | Città ospitante | Canzone vincitrice dell'edizione originale                      | Canzone vincitrice della riedizione | Piazzamento originale       |
| ------------------ | ----------------- | ------------------- | --------------- | --------------------------------------------------------------- | ----------------------------------- | --------------------------- |
| 2020 (settimanale) | 21 marzo 2020     | 2013                | Malmö           | Only Teardrops                                                  | Nessuna votazione                   | Nessuna votazione           |
| 2020 (settimanale) | 28 marzo 2020     | 2006                | Atene           | Hard Rock Hallelujah                                            | Invincible                          | 5ª di 24                    |
| 2020 (settimanale) | 4 aprile 2020     | 2009                | Mosca           | Fairytale                                                       | Fairytale                           | 1ª di 25                    |
| 2020 (settimanale) | 11 aprile 2020    | 2015                | Vienna          | Heroes                                                          | Heroes                              | 1ª di 27                    |
| 2020 (settimanale) | 18 aprile 2020    | 1997                | Dublino         | Love Shine a Light                                              | Love Shine a Light                  | 1ª di 25                    |
| 2020 (settimanale) | 26 aprile 2020    | 2007                | Helsinki        | Molitva                                                         | Dancing Lasha Tumbai                | 2ª di 24                    |
| 2020 (settimanale) | 2 maggio 2020     | 2016                | Stoccolma       | 1944                                                            | Sound of Silence                    | 2ª di 26                    |
| 2020 (settimanale) | 9 maggio 2020     | 1998                | Birmingham      | Diva                                                            | Diva                                | 1ª di 25                    |
| 2020 (settimanale) | 17 maggio 2020    | 1974                | Brighton        | Waterloo                                                        | Waterloo                            | 1ª di 18                    |
| 2020 (settimanale) | 23 maggio 2020    | 2003                | Riga            | Everyway That I Can                                             | Everyway That I Can                 | 1ª di 26                    |
| 2020 (settimanale) | 30 maggio 2020    | 1991                | Roma            | Fångad av en stormvind                                          | Fångad av en stormvind              | 1ª di 22                    |
| 2020 (settimanale) | 6 giugno 2020     | 2018                | Lisbona         | Toy                                                             | Fuego                               | 2ª di 26                    |
| 2020 (settimanale) | 13 giugno 2020    | 1988                | Dublino         | Ne partez pas sans moi                                          | Ne partez pas sans moi              | 1ª di 21                    |
| 2020 (settimanale) | 20 giugno 2020    | 2008                | Belgrado        | Believe                                                         | Shady Lady                          | 2ª di 25                    |
| 2020 (settimanale) | 27 giugno 2020    | 2014                | Copenaghen      | Rise like a Phoenix                                             | Rise like a Phoenix                 | 1ª di 26                    |
| 2020 (mensile)     | 18 luglio 2020    | 1999                | Gerusalemme     | Take Me to Your Heaven                                          | Take Me to Your Heaven              | 1ª di 23                    |
| 2020 (mensile)     | 15 agosto 2020    | 1985                | Göteborg        | La det swinge                                                   | La det swinge                       | 1ª di 19                    |
| 2020 (mensile)     | 19 settembre 2020 | 2005                | Kiev            | My Number One                                                   | My Number One                       | 1ª di 24                    |
| 2020 (mensile)     | 17 ottobre 2020   | 1976                | L'Aia           | Save Your Kisses for Me                                         | Save Your Kisses for Me             | 1ª di 18                    |
| 2020 (mensile)     | 21 novembre 2020  | 1990                | Zagabria        | Insieme: 1992                                                   | Hajde da ludujemo                   | 7ª di 22                    |
| 2020 (mensile)     | 19 dicembre 2020  | Speciale semifinali | Varie           | Varie                                                           | Hear Them Calling                   | 14ª (Semifinale 1 del 2016) |
| 2021               | 19 giugno 2021    | 1969                | Madrid          | Un jour, un enfant De troubadour Boom Bang-a-Bang Vivo cantando | Vivo cantando                       | 1ª di 16                    |
| 2021               | 17 luglio 2021    | 1980                | L'Aia           | What's Another Year                                             | What's Another Year                 | 1ª di 19                    |
| 2021               | 31 luglio 2021    | 2006 (versione HD)  | Atene           | Hard Rock Hallelujah                                            | Nessuna votazione                   | Nessuna votazione           |
| 2021               | 21 agosto 2021    | 1992                | Malmö           | Why Me?                                                         | Rapsodia                            | 4ª di 23                    |
| 2021               | 18 settembre 2021 | 1968                | Londra          | La, la, la                                                      | La, la, la                          | 1ª di 17                    |
| 2021               | 16 ottobre 2021   | 2012                | Baku            | Euphoria                                                        | Euphoria                            | 1ª di 26                    |
| 2021               | 20 novembre 2021  | 2004                | Istanbul        | Wild Dances                                                     | Wild Dances                         | 1ª di 24                    |